# Rann na Feirste
Rann na Feirste (en irlandais : [ɾˠan̪ˠ nˠə ˈfˠaɾˠʃ.tʲə], parfois anglicisé Rannafast) est un village situé sur la côte nord de l'Atlantique, dans le Comté de Donegal, en Irlande. Rann na Feirste  fait partie du Gaeltacht, une région où la langue irlandaise est parlée au quotidien par les habitants, et le village demeure un des plus forts bastions de la langue, parlée par 90.4% de la population, dont 83.1% l'utilise comme la langue quotidienne  Deux auteurs connus de la littérature irlandaise Séamus Ó Grianna et Seosamh Mac Grianna sont nés à Rann na Feirste.